# Mae Jemison
Mae Jemison (ur. 17 października 1956 w Decatur) – amerykańska lekarka, inżynier i astronautka. Pierwsza czarna kobieta, która znalazła się w przestrzeni kosmicznej.

## Życiorys
W 1973 ukończyła szkołę w Chicago, w 1977 inżynierię chemiczną na Uniwersytecie Stanforda, w 1981 uzyskała tytuł zawodowy lekarza medycyny na Cornell University. Pracowała jako badaczka medyczna i inżynieryjna oraz w obszarze programowania komputerowego, w lipcu 1982 ukończyła staż w LAC+USC Medical Center. Od stycznia 1983 do lipca 1985 jako oficer służby medycznej uczestniczyła w misji Korpusie Pokoju w Sierra Leone i Liberii w Afryce Zachodniej. W październiku 1986 zgłosiła się do NASA jako kandydatka na astronautkę, została zaakceptowana 5 czerwca 1987. Po przejściu szkoleń, została specjalistką misji i od 12 do 20 września 1992 brała udział w misji STS-47 trwającej 190 godzin, 30 minut i 23 sekundy (7 dni, 22 godziny, 30 minut i 23 sekundy), stając się pierwszą czarną Amerykanką w przestrzeni kosmicznej. Opuściła NASA 8 marca 1993. Posiada dwa doktoraty honoris causa.
Stowarzyszenie Uczestników Lotów Kosmicznych (Association of Space Explorers) przyznało jej Universal Astronaut Insignia za lot orbitalny (nr 281).